# Ramesh und Suresh Thiyagarajah

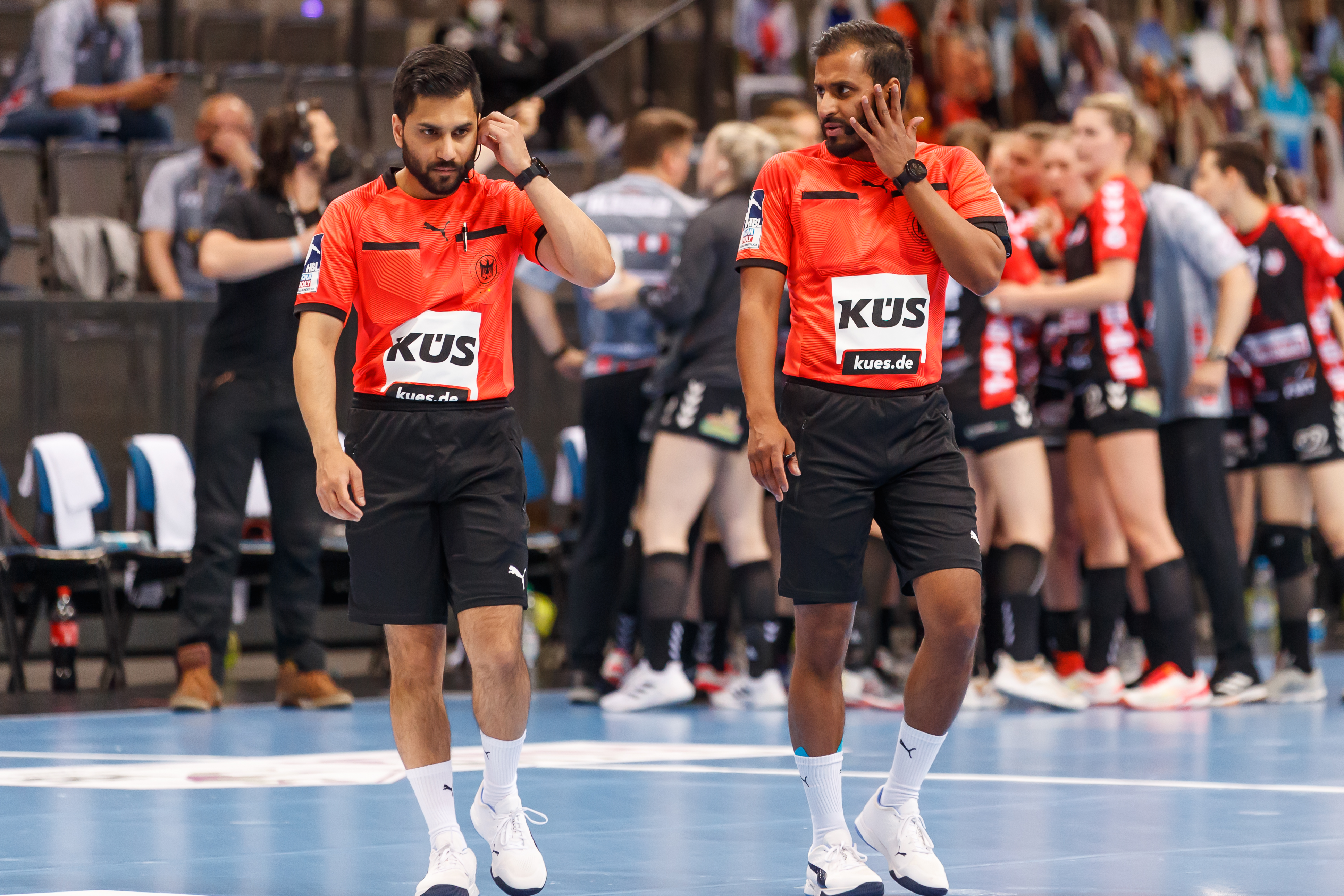
2021

Die Brüder  Ramesh Thiyagarajah (geboren 1988) und Suresh Thiyagarajah (geboren 1989) sind deutsche Handballschiedsrichter. Sie bilden zusammen das Gespann Thiyagarajah/Thiyagarajah.
Ihre Eltern flüchteten 1986 aus Sri Lanka nach Deutschland und ließen sich in Gummersbach nieder. Ramesh und Suresh Thiyagarah sind seit 2004 als Referees im Handball tätig und waren Teil des Young Referees-Projekt der Europäischen Handballföderation (EHF). Im August 2021 erhielten sie den EHF-Status und können damit international eingesetzt werden. Sie leiten seit 2011 Spiele in der Bundesliga der Männer und der Bundesliga der Frauen, waren auch in der A-Jugend-Bundesliga eingesetzt und hatten internationale Einsätze, so bei der U19-EHF-Championship 2021, der U20-EHF-EURO 2022 in Portugal und der EHF Champions League der Frauen 2023/24.
Suresh Thiyagarajah ist Einkaufsleiter in einem Maschinenbauunternehmen und lebt in Köln, Ramesh Thiyagarajah ist in der Projektberatung für einen Automobilhersteller tätig und lebt in München.